# Euston Road Cemetery
Le Euston Road Cemetery  (Cimetière militaire de la Route d'Eudson) est un cimetière militaire de la Première Guerre mondiale situé  sur le territoire de la commune de Colincamps, dans le département de la Somme, au nord-est d'Amiens.

Un second cimetière militaire britannique est implanté sur le territoire de la commune: Sucrerie Military Cemetery, Colinchamps (Cimetière de la Sucrerie de Colinchamps).

## Localisation
Ce cimetière est situé à 1,5 km à l'est du village, sur la D4129 en direction d'Auchonvillers.

## Histoire

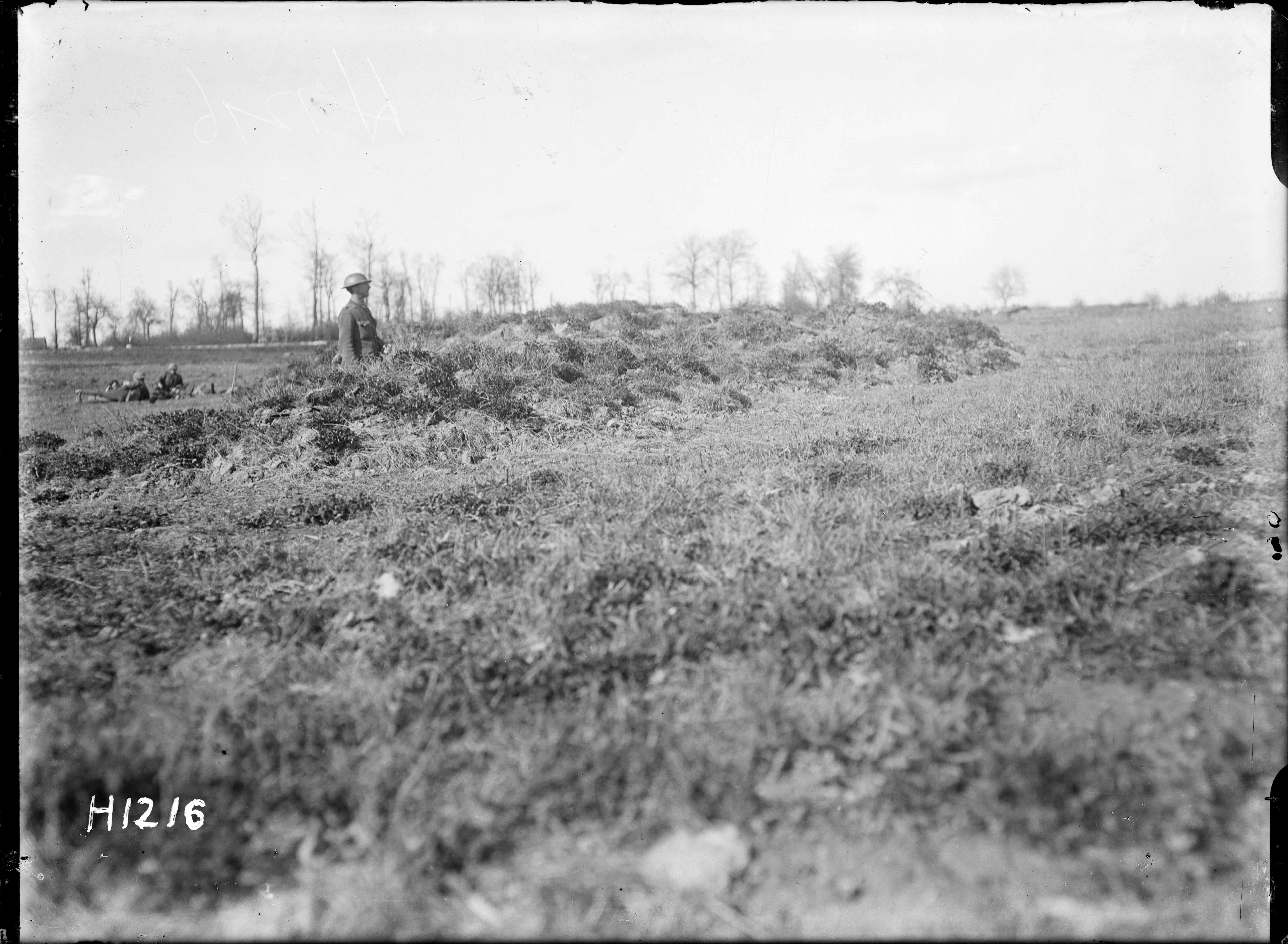
Soldats néo-zélandais à Colincamps le 15 avril 1918 (National Library NZ).

La 2e Armée française qui contrôlait le secteur fut relevée en juillet 1915 par la 3e Armée britannique.

Colincamps se trouvait à moins de deux kilomètres à l'arrière des premières lignes britanniques.

Ce cimetière fut commencé en juillet 1916 pour inhumer les nombreux soldats britanniques victimes des combats dans les premiers jours de la bataille de la Somme qui débuta le 1er juillet 1916 : pas moins de 150 britanniques sont tombés en ce premier jour de la bataille. Le secteur resta à proximité du front et fut régulièrement bombardé.

De violents combats eurent lieu à Colincamps, défendu par les Néo-Zélandais, à la fin du mois de mars et au début du mois d'avril 1918. Le cimetière d'Euston Road fut alors brièvement aux mains des Allemands, marquant la limite de leur avance dans le secteur, avant qu'ils ne soient repoussés par la division néo-zélandaise, permettant ainsi au cimetière d'être réutilisé pour des inhumations en avril et mai 1918.
Euston est une localité britannique située dans le Suffolk ; c'est également le nom d'une gare de Londres.

Aujourd'hui, Euston road cemetery contient 1293 tombes dont 166 n'ont pu être identifiées.

## Caractéristique
Ce vaste cimetière a un plan rectangulaire 100 m sur 35.

Il est entouré d'une haie d'arbustes.

L'extension a été conçue par W C Von Berg.

## Galerie

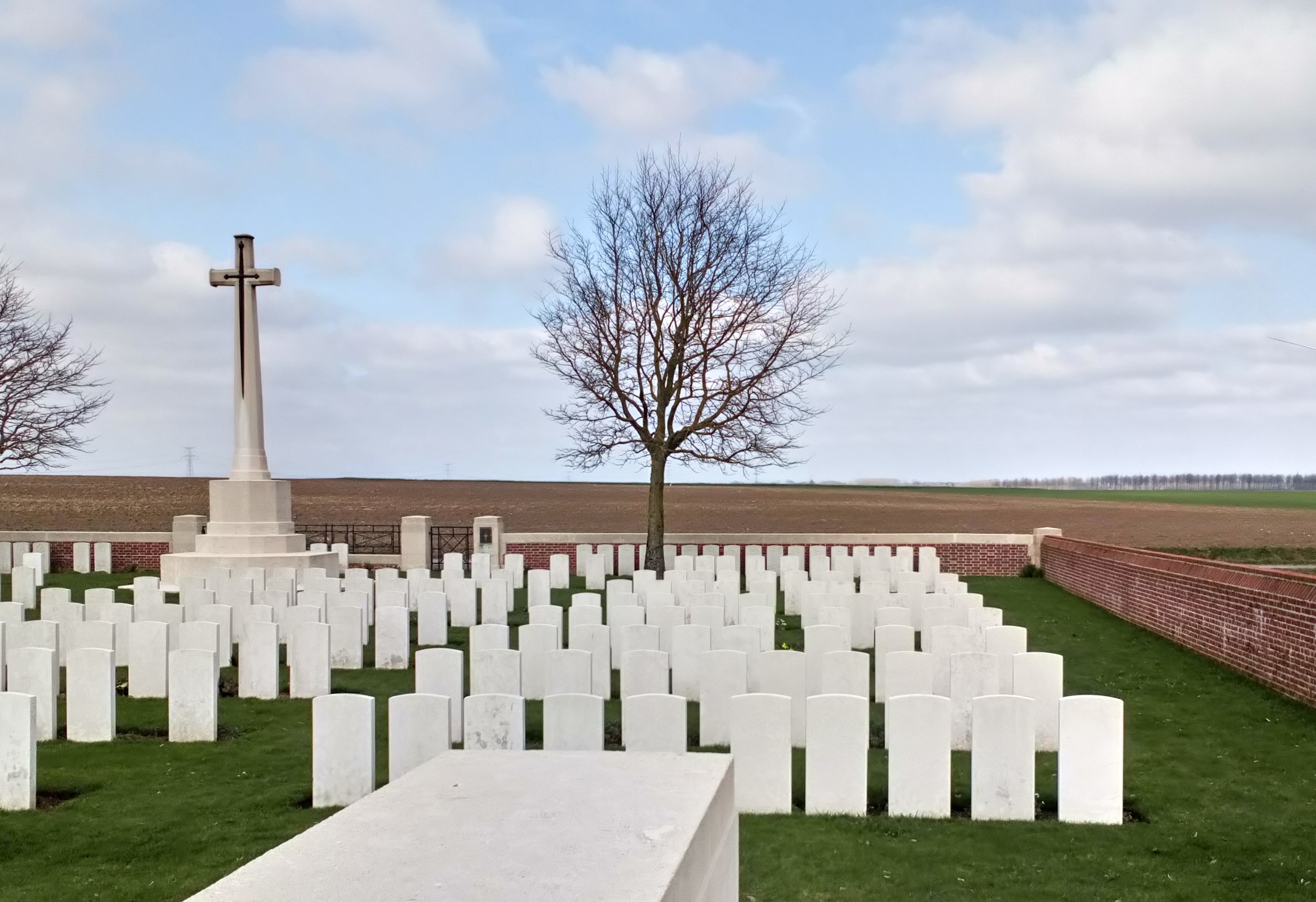
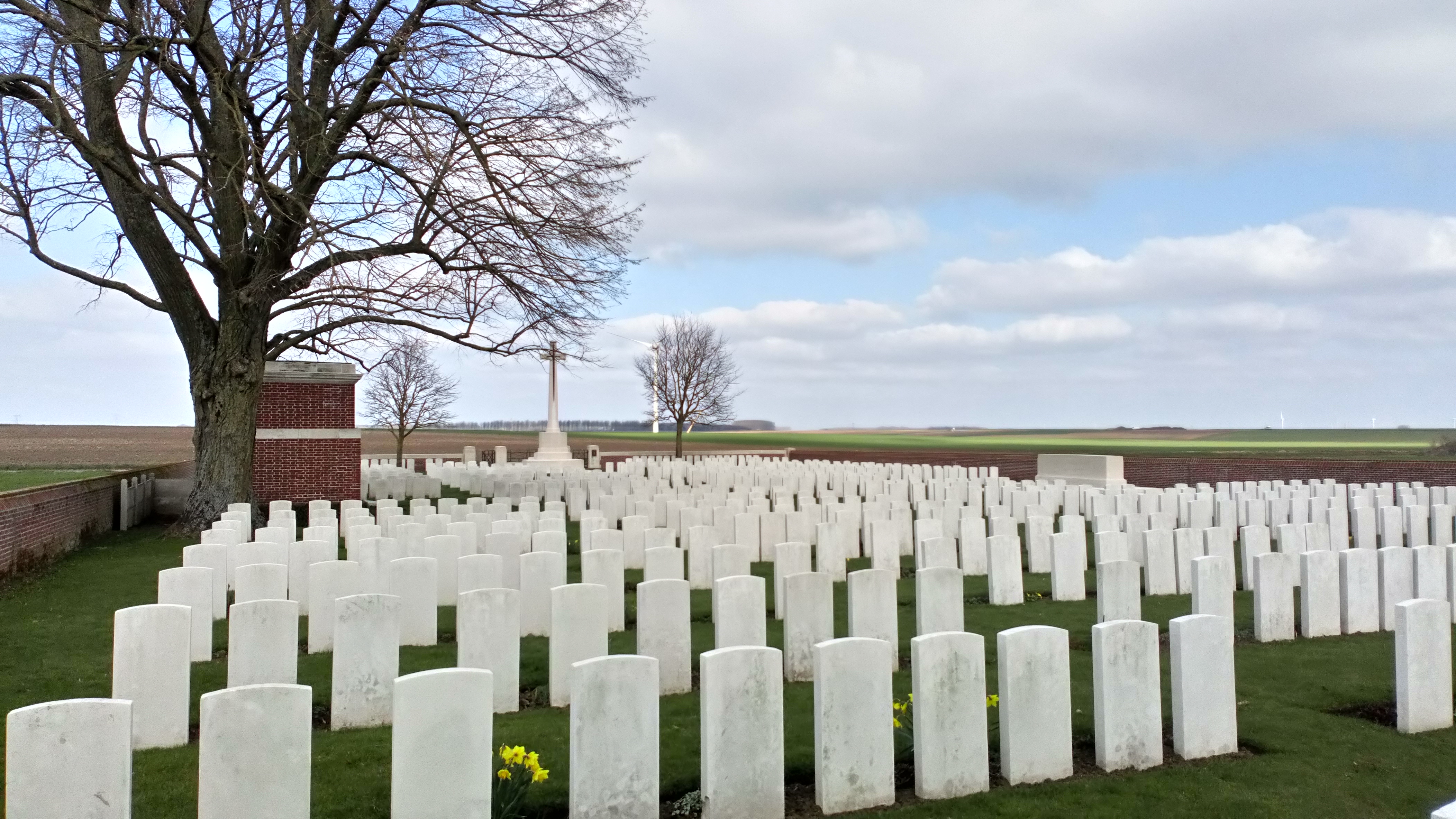
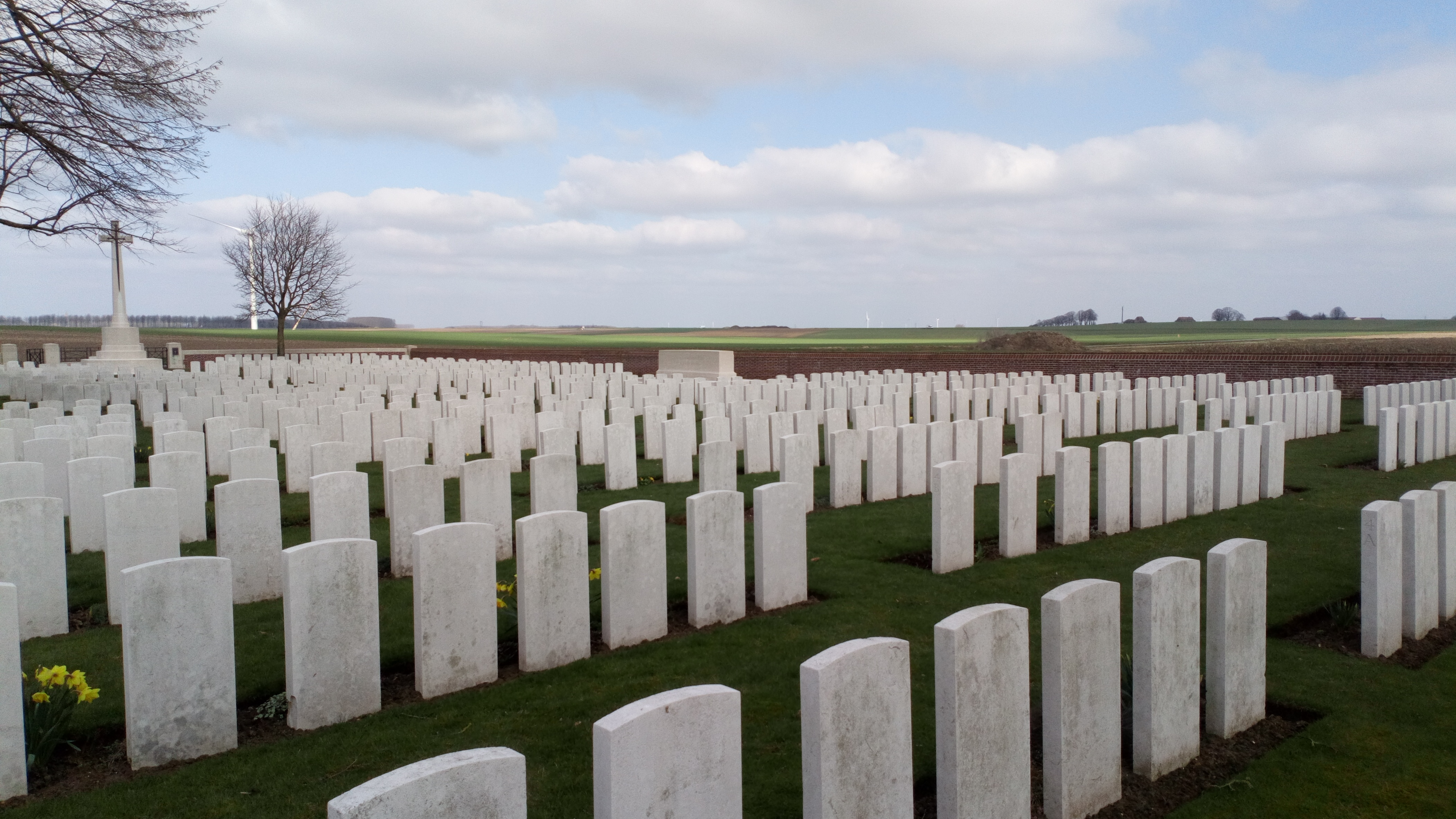
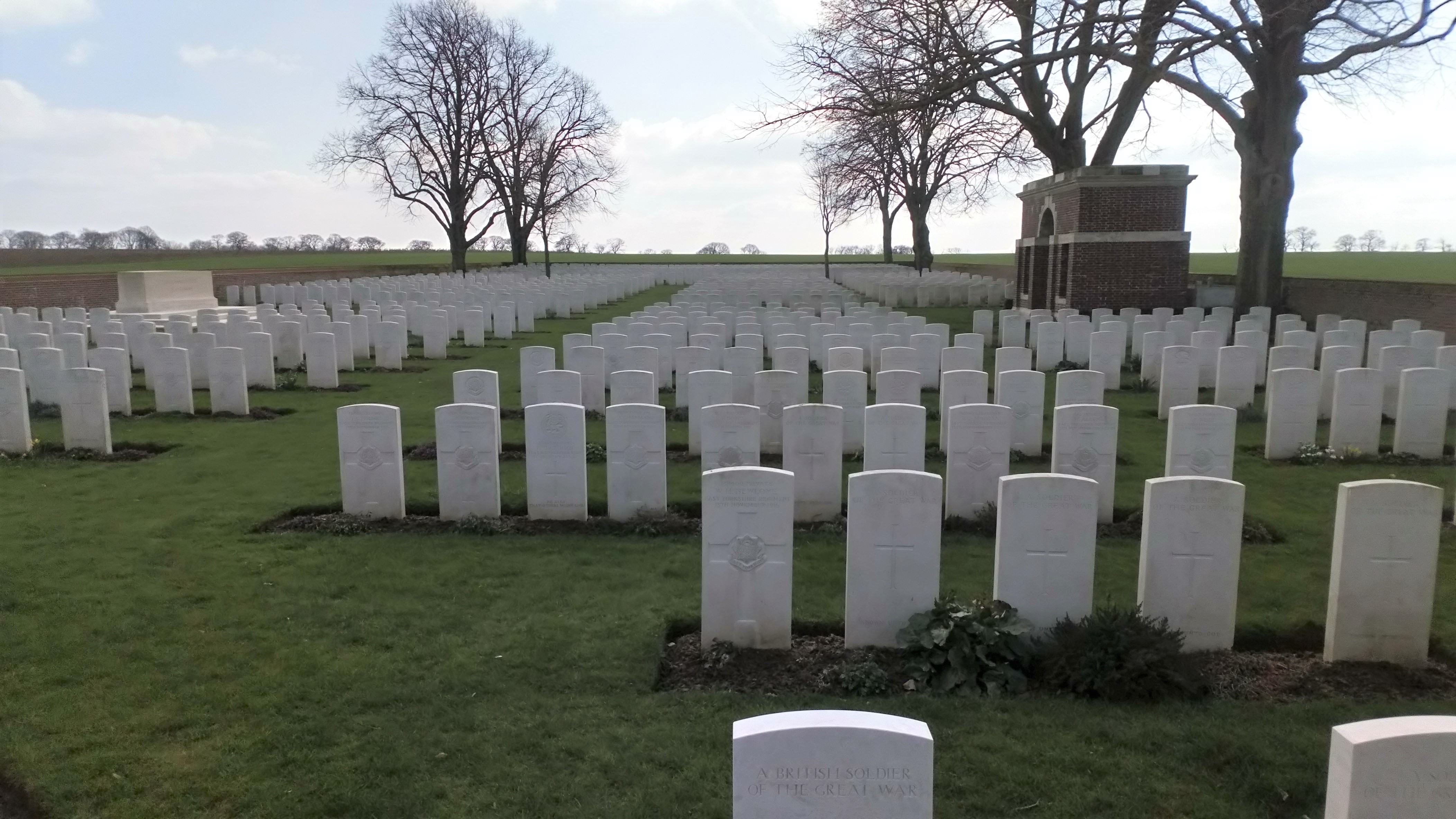
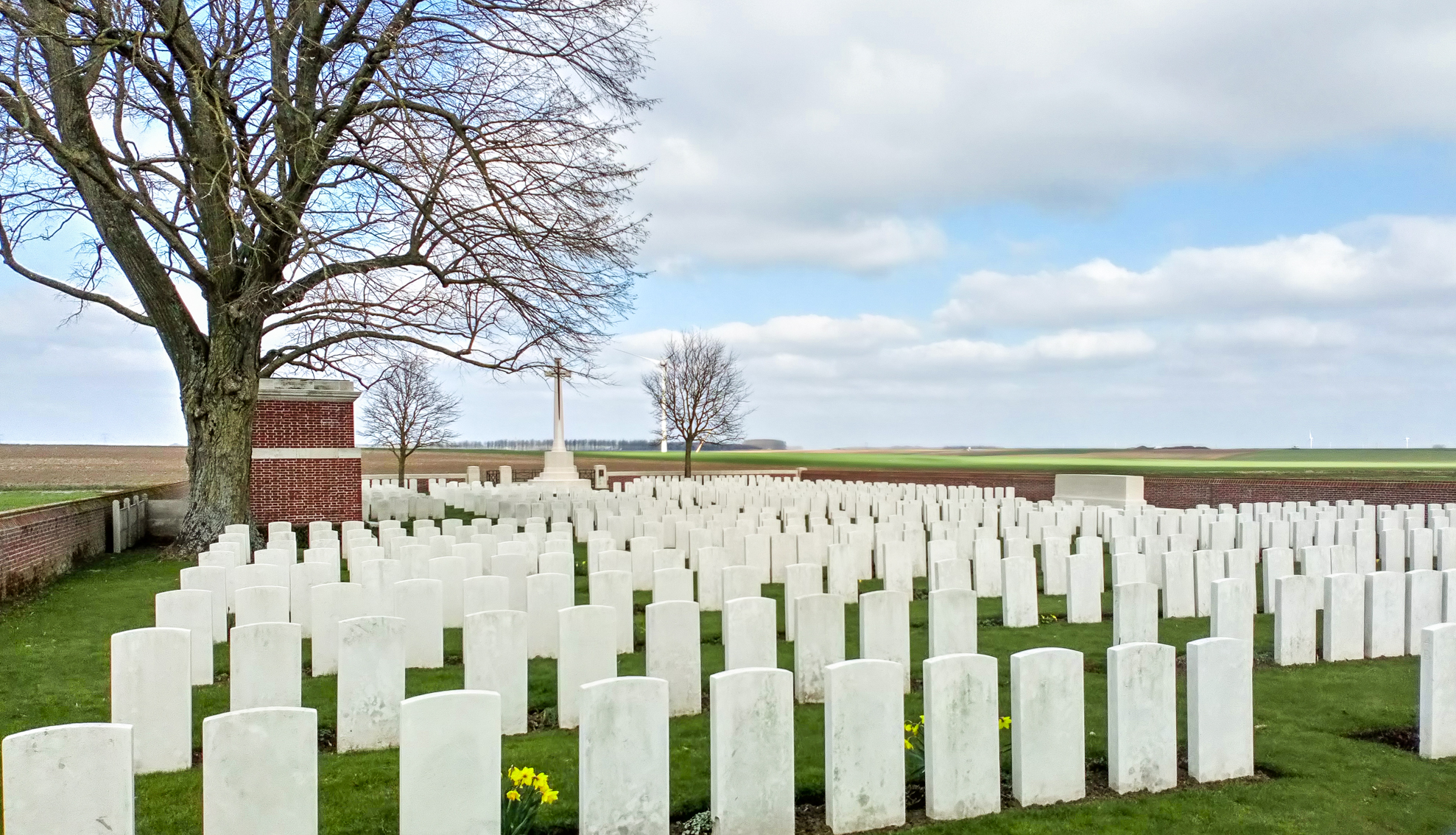

## Sépultures
| Pays               | Sépultures |
| ------------------ | ---------- |
| Royaume-Uni        | 960        |
| Australie          | 26         |
| Canada             | 4          |
| Nouvelle-Zélande   | 302        |
| Afrique du Sud     | 1          |
| Indes britanniques | 1          |
| Total              | 1293       |